# Kriváň (Detva)
Kriváň es un municipio del distrito de Detva en la región de Banská Bystrica, Eslovaquia, con una población estimada a final del año 2024 de 1739 habitantes.
Se encuentra ubicado en el centro de la región, sobre los montes Centrales Eslovacos (Cárpatos occidentales) y a poca distancia al sur del río Hron —un afluente izquierdo del Danubio—.

## Demografía
| Año        | 1994 | 2004    | 2014    | 2024    |
| ---------- | ---- | ------- | ------- | ------- |
| Población  | 1638 | 1709    | 1689    | 1739    |
| Diferencia |      | +4,33 % | −1,17 % | +2,96 % |

| Año        | 2023 | 2024    |
| ---------- | ---- | ------- |
| Población  | 1727 | 1739    |
| Diferencia |      | +0,69 % |